# Humanos
Humanos war eine portugiesische Pop-Band.

## Geschichte
Zum 20. Todestag des Popmusikers António Variações taten sich 2004 bekannte portugiesische Popmusiker zur Gruppe zusammen, um unveröffentlichte Stücke von Variações zu vertonen. Dieser hatte in einer Kiste zahlreiche Aufzeichnungen und Tonbänder hinterlassen, mit ganzen Stücken oder Fragmenten von Liedern, die er bis zu seinem Tod noch nicht veröffentlicht hatte. Ziel der Gruppe war es nun, dieses unveröffentlichte Liedgut zu arrangieren und der Öffentlichkeit zu präsentieren, und damit dem verstorbenen Künstler Tribut zu zollen.
Die All-Star-Gruppe hatte mit Manuela Azevedo (Sängerin der Band Clã), dem Fado-Sänger Camané und David Fonseca drei Sänger. Des Weiteren vereinte die Band Musiker u. a. der Gruppen Clã (Hélder Gonçalves) und Bunnyranch (João Cardoso).
Das Album, das aus dieser Arbeit resultierte, stieg mit Veröffentlichung Ende 2004 auf Platz 5 der portugiesischen Verkaufscharts ein und erreichte den ersten Platz der Hitparade, in der das Album 81 Wochen lang geführt wurde. Die Band gab auch eine Reihe Konzerte und spielte auf einigen der größten Festivals des Landes, darunter das Sudoeste-Festival und einen improvisierten Kurzauftritt beim Super Bock Super Rock.
Nach der Veröffentlichung des Livealbums und der Live-DVD 2006 beendete die Gruppe ihr Projekt. Der Regisseur António Ferreira drehte Ende 2006 eine Dokumentation über das Bandprojekt.

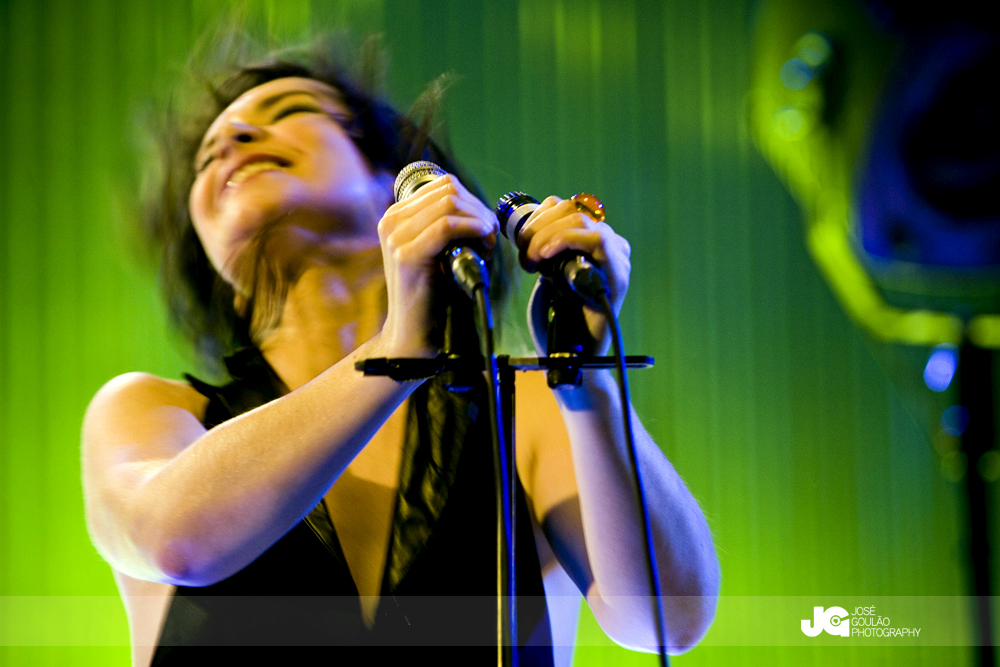
Manuela Azevedo
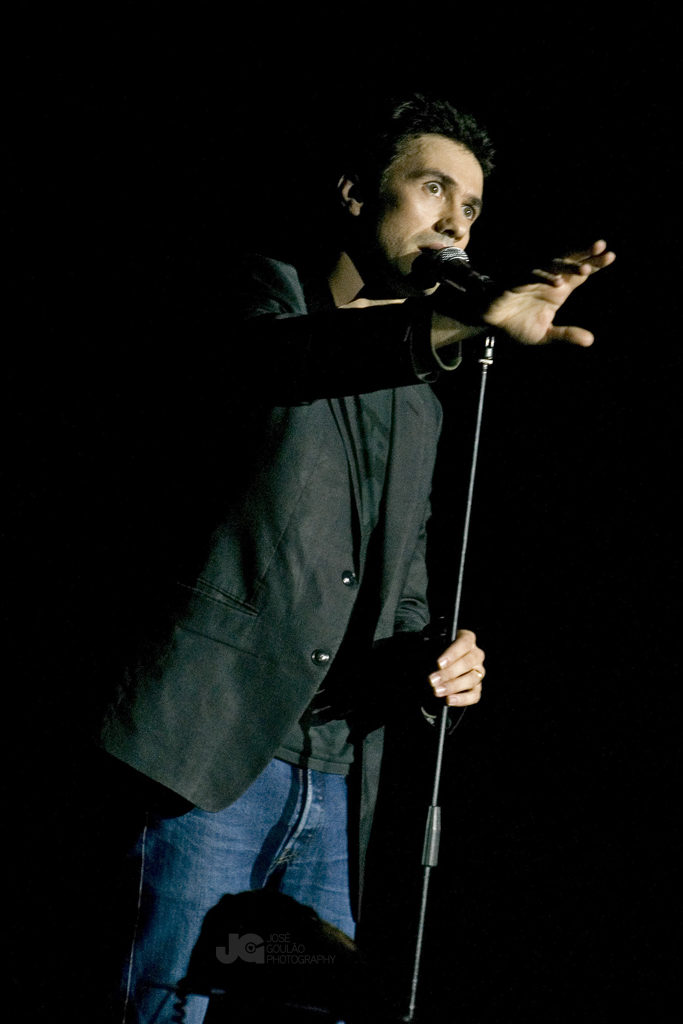
David Fonseca
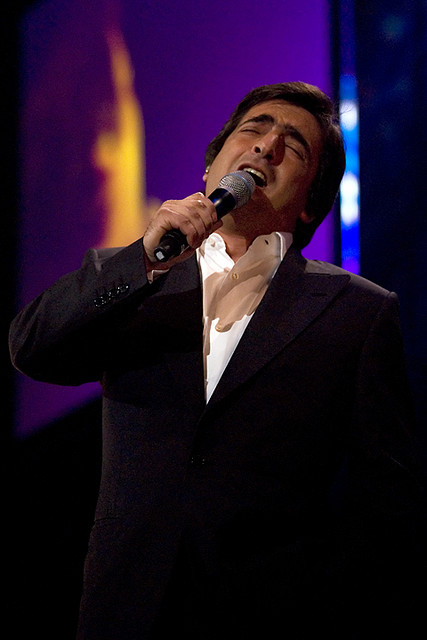
Camané

## Diskografie
- 2004: Humanos
- 2006: Humanos ao vivo (auch DVD, PT: Gold)[6]